# Jan Přikryl
Jan Přikryl (24. června 1853 Cvrčovice – 28. dubna 1910 Cvrčovice) byl rakouský rolník a politik z Moravy; poslanec Moravského zemského sněmu.

## Biografie
Působil jako rolník a starosta ve Cvrčovicích u Zdounek. Až do své smrti zastával funkci předsedy okresního silničního výboru ve Zdounkách. Byl čtvrtláníkem v Cvrčovicích. Hospodářství převzal po otci Františku Přikrylovi.
Koncem 19. století se zapojil i do vysoké politiky. V doplňovacích zemských volbách (poté co zemřel poslanec František Lízal) 4. prosince 1900 byl zvolen na Moravský zemský sněm, kde zastupoval kurii venkovských obcí, obvod Kroměříž, Zdounky. Mandát zde obhájil v řádných zemských volbách v roce 1902. V roce 1900 se na sněm dostal jako kandidát mladočechů, respektive jejich moravské odnože, Lidové strany na Moravě. V roce 1902 byl českým kompromisním kandidátem (společná kandidátní listina staročechů a mladočechů).
Zemřel v dubnu 1910. Příčinou úmrtí byla ateroskleróza.